# محمد وعد
محمد وعد عبدالوهاب جدوع البیاتی (انگلیسی: Mohammed Jadoua؛ زادهٔ ۱۸ سپتامبر ۱۹۹۹) بازیکن فوتبال عراقی‌تبار اهل قطر است.